# Landesrechnungshof Schleswig-Holstein
Der Landesrechnungshof Schleswig-Holstein ist eine oberste Landesbehörde des Bundeslandes Schleswig-Holstein und übt die Finanzaufsicht über die Landesregierung, die Landesministerien und sämtliche Landesbetriebe aus. Er hat seinen Sitz in Kiel, amtierende Präsidentin ist Gaby Schäfer. Der LRH wurde 1948 als Landesrechnungskammer für das Land Schleswig-Holstein gegründet und erhielt 1958 seinen aktuellen Namen.

## Rechtsgrundlagen
Erste Rechtsgrundlage für die Errichtung des Landesrechnungshofes wurde mit Wirkung vom 1. April 1948 das „Gesetz über die Errichtung einer Landesrechnungskammer für das Land Schleswig-Holstein“. Damit wurde die Finanzkontrolle von der britischen Militärregierung an die Landesregierung übergeben. Kurze Zeit später wurde am 13. Dezember 1949 festgelegt, dass die Kammer selbstständig ist und ihre Mitglieder richterliche Unabhängigkeit genießen.
Am 9. Dezember 1957 wurde das „Gesetz über den Landesrechnungshof Schleswig-Holstein“ verabschiedet, das am 1. Januar 1958 in Kraft trat und den Namen in Landesrechnungshof änderte und die Aufgaben noch einmal spezifizierte.

## Aufgaben
Der Landesrechnungshof Schleswig-Holstein prüft die Haushalts- und Wirtschaftsführung des Landes, also der Landesregierung, der Landesministerien, aller Sondervermögen sowie landeseigenen Betriebe. Darüber hinaus überwacht er die Haushalte der Anstalten öffentlichen Rechts, Unternehmen, bei denen das Land Anteilseigner ist.
Auf kommunaler Ebene prüft der Landesrechnungshof in Schleswig-Holstein die kreisfreien Städte, Kreise und kreisangehörigen Städte mit mehr als 20.000 Einwohnern und Gemeinden mit weniger als 20.000 Einwohnern, Ämter und Zweckverbände unter besonderen Voraussetzungen.

## Organisation
Der Landesrechnungshof Schleswig-Holstein wird von der Präsidentin geführt, der eine Präsidialkanzlei zur Seite gestellt ist. Die Prüfungen führen fünf unterstellte Prüfungsabteilungen durch. Insgesamt arbeiten aktuell etwa 85 Bedienstete beim Landesrechnungshof.

## Präsidenten
| Name                 | Von                        | Bis                        |
| -------------------- | -------------------------- | -------------------------- |
| Alfred Rausch        | 2. Mai 1947                | 22. Mai 1948               |
| Heinrich Clasen      | 23. Mai 1948               | 30. November 1952          |
| Karl Marbach         | 23. Februar 1953           | 31. Januar 1974            |
| Reinhold Borzikowsky | 1. Februar 1974            | 30. Juni 1978              |
| Wolfgang Böning      | 1. Juli 1978               | 30. August 1989            |
| Gernot Korthals      | 1. Februar 1991            | 31. Januar 2003            |
| Aloys Altmann        | 1. Mai 2004                | 30. April 2013             |
| Gaby Schäfer         | seit dem 20. November 2013 | seit dem 20. November 2013 |